# Премии Риденаура
Премии Риденаура (англ. The Ridenhour Prizes). «Институт Нации» (англ. The Nation Institute) и «Фертель Фондэйшн» учредили ежегодные «Премии имени Риденаура» для тех, кто проявил храбрость и подверг риску свою репутацию для упрочения демократии.
Премия изначально имела три номинации — «за смелость», «за правду» и книжная, с 2011 года была добавлена четвёртая — «документальный фильм».

## Рон Риденаур
В 1969 году ветеран Вьетнамской войны Рон Риденаур послал в Конгресс США и в Пентагон письма, в которых попытался обратить внимание на произошедшую годом ранее трагедию в южновьетнамской деревне Сонгми.
Позже он стал журналистом, автором громких расследований, но не дождался престижной премии и безвременно умер в возрасте 52 лет.

## Лауреаты «Премий Риденаура»

### «За смелость»
- 2004 — Даниэль Элсберг — передавший прессе «Бумаги Пентагона» о Вьетнамской войне
- 2005 — Сеймур Хирш
- 2006 — Глория Стайнем
- 2007 — Джимми Картер
- 2008 — Билл Мойерс (Bill Moyers)
- 2009 — Боб Херберт
- 2010 — Говард Зинн
- 2011 — Расс Файнголд
- 2012 — Джон Льюис
- 2013 — Джеймс Хансен
- 2014 — Фредерик А. О. Шварц, мл.
- 2015 — Джеймс Рисен
- 2016 — Джейми Кэлвин

### Книжная премия
- 2004 — Дебора Скроджинс (Deborah Scroggins)
- 2005 — Эдриан Николь Леблан (Adrian Nicole LeBlanc)
- 2006 — Энтони Шадид
- 2007 — Раджив Чандрасекаран (Rajiv Chandrasekaran)
- 2008 — Джеймс Скёрлок (James Scurlock)
- 2009 — Джейн Майер, за The Dark Side: The Inside Story of How the War on Terror Turned Into A War on American Ideals
- 2010 — Джое Сакко, за Footnotes in Gaza
- 2011 — Уэнделл Поттер, за Deadly Spin: An Insurance Company Insider Speaks Out on How Corporate PR is Killing Healthcare and Deceiving Americans
- 2012 — Али Суфан, за The Black Banners: The Inside Story of 9/11 and the War Against al‐Qaeda
- 2013 — Сет Розенфельд, за Subversives: The FBI's War on Student Radicals, and Reagan's Rise to Power
- 2014 — Шери Финк, за Five Days at Memorial: Life and Death in a Storm-Ravaged Hospital
- 2015 — Ананд Гопал, за No Good Men Among the Living: America, the Taliban, and the War Through Afghan Eyes
- 2016 — Джилл Леови, за Ghettoside: A True Story of Murder in America

### «За правду»
- 2004 — Джозеф Уилсон (Joseph Wilson)
- 2005 — Кристен Брейвейзер (Kristen Breitweiser)
- 2006 — Рик Плиц (Rick Piltz)
- 2007 — Доналд Вэнс (Donald Vance)
- 2008 — Мэтью Диаз (Matthew Diaz)
- 2009 — Томас Тамм
- 2010 — Мэтью Хох
- 2011 — Томас Эндрюс Дрейк
- 2012 — Эйлин Фостер и Дэниел Дэвис
- 2013 — Хосе Антонио Варгас
- 2014 — Эдвард Сноуден и Лора Пойтрас
- 2015 — Аиша Элбасри
- 2016 — Мона Ханна-Аттиша

### Документальный фильм
- 2011 — Юлия Бача, Ронит Авни и Рала Саламех, за Бадрас
- 2012 — Рэйчел Либерт и Тони Хардмон, за Semper Fi: Always Faithful
- 2013 — Кирби Дик и Эми Зьеринг, за Невидимая война[1]
- 2014 — Дон Портер, за Армия Гидеона
- 2015 — Лора Пойтрас, за Citizenfour. Правда Сноудена
- 2016 — Джошуа Оппенхаймер, за Взгляд тишины